# Felipe Guaman Poma de Ayala

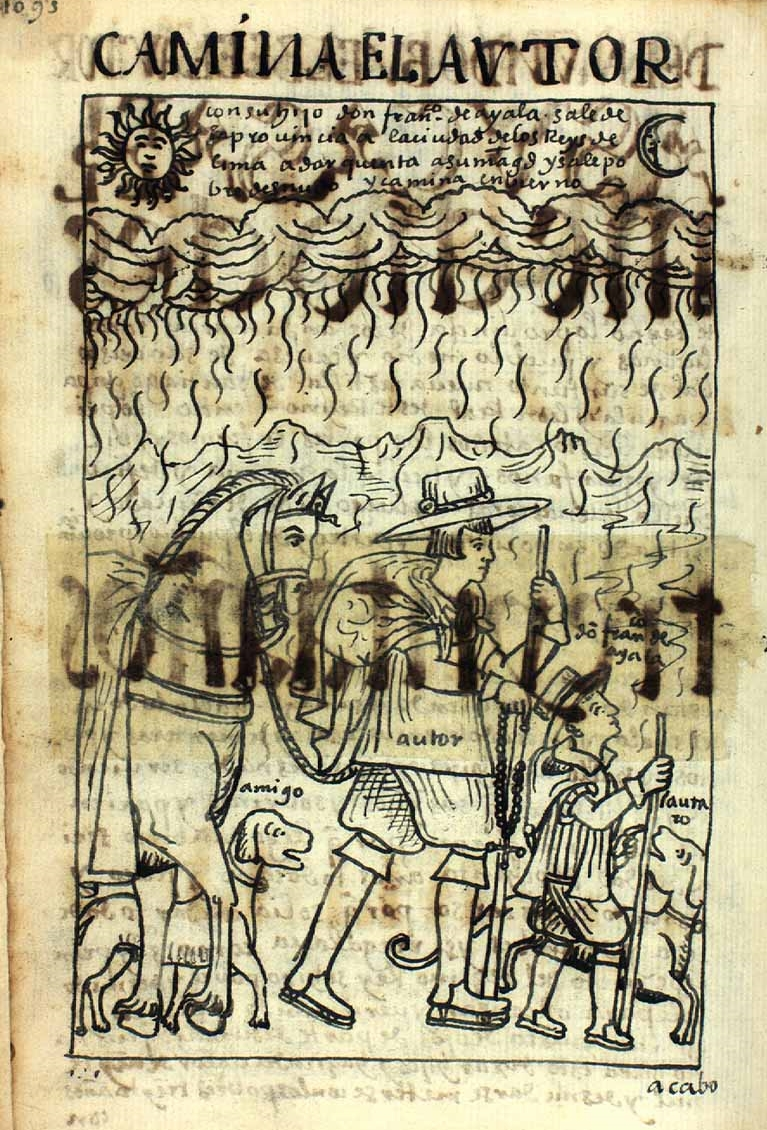
Felipe Guaman Poma de Ayala în drum spre Lima

Felipe Guaman Poma de Ayala (ca. 1535 – d. după 1616), cunoscut și ca Guamán Poma sau Huamán Poma, a fost un cronicar peruan.
Descendent al unei vechi familii indigene precolumbiene, în scrierile sale aduce acuze virulente conchistadorilor spanioli și regimului colonial instituit de aceștia.
Cea mai cunoscută scriere a sa este Prima cronică și bună cârmuire ("El primer cronica y buen gobierno", publicată abia în 1936), o veritabilă descriere a epocii și a folclorului indigen anterior incașilor.